# Saber Rider and the Star Sheriffs - The Game
Saber Rider and the Star Sheriffs - The Game es un videojuego 2D de 16 bits, run and gun y Matamarcianos. Fue desarrollado por un grupo de desarrollo alemán llamado "Team Saber Rider". El juego se basa en la serie de televisión de 1987 del mismo nombre, que es una adaptación americana de un anime de 1984 que fue reelaborado y originalmente sindicado por World Events Productions (WEP). El juego también está licenciado por Studio Pierrot, los propietarios originales de la serie.

## Desarrollo
El juego fue desarrollado anteriormente por la compañía independiente alemana Firehazard Studio, en colaboración con Denaris Software y Pixable Studios. Firehazard Studio publicó algunas imágenes de juego en una versión prealpha del juego en E3 2011, que representaba a Saber Rider, y luego al robot gigante Ramrod, que luchaba contra varios enemigos en una ciudad. El juego fue anunciado como un título distribuido digitalmente para múltiples plataformas, entre las que se incluían la Nintendo 3DS, Wii, Wii U, PlayStation 3, PlayStation Vita (entonces todavía conocida como "Next Generation Portable"), Xbox 360, iOS y Android. También se está desarrollando para el Dreamcast y el PC Engine/TurboGrafx-16.
En marzo de 2014, después de tres años de silencio, un nuevo video teaser mostraba un modelo actualizado de Ramrod. El director del juego, Chris Strauß, confirmó que el desarrollador original de Firehazard Studio se había disuelto, y llamó al grupo de desarrollo actual "Team Saber Rider", ya que el juego es momentáneamente su único objetivo. Strauß dijo que el desarrollo había pasado por varios obstáculos, frenando el progreso y poniendo en duda que el juego estuviera terminado. Mencionó los planes para lanzar el juego en el año 2016, así como una campaña de financiación a través del servicio Kickstarter y el servicio Early Access de Steam. El juego está pensado principalmente para ser finalizado para PC y Nintendo 3DS, antes de que se realicen los puertos a otras plataformas.

## Lanzamiento
El 7 de enero de 2017, Steam Greenlight anunció públicamente que Saber Rider and the Star Sheriffs había recibido la luz verde. La fecha de lanzamiento es el tercer trimestre de 2017. Sin embargo, hasta mayo de 2019 no se ha confirmado ninguna fecha de lanzamiento y no se han proporcionado detalles sustanciales de actualización del juego en los medios sociales o en la página Kickstarter del juego durante algún tiempo.